# Selenops debilis
Selenops debilis är en spindelart som beskrevs av Banks 1898. Selenops debilis ingår i släktet Selenops och familjen Selenopidae. Inga underarter finns listade i Catalogue of Life.